# Episodi di Henry Danger (quinta stagione)
La quinta ed ultima stagione della serie televisiva Henry Danger è andata in onda negli Stati Uniti d'America dal 3 novembre 2018 al 21 marzo 2020 su Nickelodeon.
In Italia va in onda dal 20 febbraio 2019 al 27 luglio 2020 su Nickelodeon e Nickelodeon +1, che ha trasmesso gli episodi finali; in chiaro è stata trasmessa su Super! dal 7 gennaio 2020 al 18 marzo 2021.
| nº | Codice di prod. | Titolo originale                               | Titolo italiano                                 | Prima TV USA      | Prima TV Italia   |
| -- | --------------- | ---------------------------------------------- | ----------------------------------------------- | ----------------- | ----------------- |
| 1  | 503             | Henry's Birthday                               | Il compleanno di Henry                          | 3 novembre 2018   | 5 marzo 2019      |
| 2  | 504             | Whistlin 'Susie                                | Notizia bomba                                   | 10 novembre 2018  | 6 marzo 2019      |
| 3  | 413             | Thumb War                                      | Quelli del pollice                              | 17 novembre 2018  | 20 febbraio 2019  |
| 4  | 421             | Thumb War                                      | Quelli del pollice                              | 17 novembre 2018  | 20 febbraio 2019  |
| 5  | 505             | The Great Cactus Con                           | Caos alla Convention                            | 24 novembre 2018  | 7 marzo 2019      |
| 6  | 506             | Part 1: A New Evil                             | A corto di poteri (parte 1)                     | 5 gennaio 2019    | 11 marzo 2019     |
| 7  | 507             | Part 2: A New Darkness                         | Una nuova oscura minaccia (parte 2)             | 12 gennaio 2019   | 12 marzo 2019     |
| 8  | 508             | Part 3: A New Hero                             | Un nuovo eroe (parte 3)                         | 19 gennaio 2019   | 13 marzo 2019     |
| 9  | 510             | Broken Armend and Dangerous                    | Braccio rotto e pericoloso                      | 26 gennaio 2019   | 14 marzo 2019     |
| 10 | 509             | Knight & Danger                                | Knight & Danger                                 | 2 febbraio 2019   | 19 marzo 2019     |
| 11 | 511             | Grand Theft Otto                               | Il grande rapimento                             | 16 febbraio 2019  | 16 luglio 2019    |
| 12 | 513             | Secret Room                                    | La stanza segreta                               | 2 marzo 2019      | 18 luglio 2019    |
| 13 | 514             | My Dinner With Bigfoot                         | A cena con Bigfoot                              | 9 marzo 2019      | 19 luglio 2019    |
| 14 | 515             | Charlotte Gets Ghosted                         | Charlotte nell'aspirapolvere                    | 16 marzo 2019     | 22 luglio 2019    |
| 15 | 516             | I Dream of Danger                              | Sogni pericolosi                                | 23 marzo 2019     | 23 luglio 2019    |
| 16 | 517             | Holey Moley                                    | Nel regno degli uomini talpa                    | 15 giugno 2019    | 17 settembre 2019 |
| 17 | 518             | Love Bytes                                     | Amore virtuale                                  | 22 giugno 2019    | 18 settembre 2019 |
| 18 | 519             | Double-O Danger                                | Zero Zero Danger                                | 29 giugno 2019    | 19 settembre 2019 |
| 19 | 520             | Massage Chair                                  | La poltrona massaggiante                        | 13 luglio 2019    | 20 settembre 2019 |
| 20 | 521             | Henry Danger: The Musical                      | Il Musical (prima parte)                        | 27 luglio 2019    | 20 novembre 2019  |
| 21 | 522             | Henry Danger: The Musical                      | Il Musical (seconda parte)                      | 27 luglio 2019    | 20 novembre 2019  |
| 24 | 524             | Sister Twister, Part 1 - Glittered With Danger | Piper nel tubo (prima parte) - Glitterati       | 21 settembre 2019 | 3 febbraio 2020   |
| 25 | 525             | Sister Twister, Part 2 - Inside Job            | Piper nel tubo (seconda parte) - Lavoro interno | 28 settembre 2019 | 3 febbraio 2020   |
| 26 | 523             | A Tale of Two Pipers                           | Le Due Piper                                    | 5 ottobre 2019    | 4 febbraio 2020   |
| 27 | 528             | Story Tank                                     | La vasca del racconto                           | 12 ottobre 2019   | 7 febbraio 2020   |
| 28 | 526             | Captain Mom                                    | Capitan Mamma                                   | 2 novembre 2019   | 5 febbraio 2020   |
| 29 | 527             | Visible Brad                                   | L'Invisibile Brad                               | 9 novembre 2019   | 6 febbraio 2020   |
| 30 | 530             | EnvyGram Wall                                  | L'EnvyGram Wall                                 | 16 novembre 2019  | 16 giugno 2020    |
| 31 | 529             | Holiday Punch                                  | Pugni di Natale                                 | 30 novembre 2019  | 15 giugno 2020    |
| 32 | 531             | Mr. Nice Guy                                   | Il signore bravo ragazzo                        | 11 gennaio 2020   | 17 giugno 2020    |
| 33 | 532             | Theranos Boot                                  | Lo stivale di Theranos                          | 18 gennaio 2020   | 18 giugno 2020    |
| 34 | 533             | Rumblr                                         | Rumblr                                          | 25 gennaio 2020   | 19 giugno 2020    |
| 35 | 534             | Cave the Date                                  | Appuntamento in caverna                         | 1 febbraio 2020   | 22 giugno 2020    |
| 36 | 536             | Escape Room                                    | Escape Room                                     | 8 febbraio 2020   | 27 luglio 2020    |
| 37 | 535             | Game of Phones                                 | La senza-telefono                               | 15 febbraio 2020  | 27 luglio 2020    |
| 38 | 895             | Remember the Crimes                            | Remember the crimes                             | 22 febbraio 2020  | 27 luglio 2020    |
| 39 | 537             | The Beginning of the End                       | L'inizio della fine                             | 29 febbraio 2020  | 27 luglio 2020    |
| 40 | 538             | Captain Drex                                   | Capitan Drex                                    | 7 marzo 2020      | 27 luglio 2020    |
| 41 | 539             | The Fate of Danger                             | Il destino di Danger (prima parte)              | 14 marzo 2020     | 27 luglio 2020    |
| 42 | 540             | The Fate of Danger                             | Il destino di Danger (seconda parte)            | 21 marzo 2020     | 27 luglio 2020    |

## Il compleanno di Henry
- Titolo originale: Henry's Birthday
- Diretto da: Steve Hoefer
- Scritto da: Dave Malkoff

### Trama
Henry vorrebbe festeggiare il suo compleanno con la torta Dies Leches, ma dei problemi con il criminale Jeff glielo impediscono.

## Notizia bomba
- Titolo originale: Whistlin' Susie
- Diretto da: Nathan Kress
- Scritto da: Joe Sullivan

### Trama
Il vicesindaco ha inviato una bomba da disinnescare alla Man Caverna. Per fortuna la bomba è disattiva ma mentre il team guarda un film e mangia una pizza si scatena una reazione a catena e la bomba si attiva. Allora Henry e Ray la devono portare nel deserto di Swellview, prima che esploda e salvare la loro città ( Ray è indistruttibile e Henry ha una tuta a prova di bomba e di orso che Schwoz creò quando pensava che ci sarebbe stata una guerra tra uomini e orsi ). Ma, arrivati nel deserto, si ricordano di aver dimenticato la bomba nella Man Caverna. Piper dovrà andare ad aiutarli .

## Quelli del pollice
- Titolo originale: Thumb War
- Diretto da: Mike Caron e Adam Weissman
- Scritto da: Dan Schneider, Joe Sullivan e Dave Malkoff

### Trama
Prima parte:
Kid Danger e Capitan Man sono arrabbiati perché scoprono che una coppia di nuovi supereroi sta combattendo il crimine in città. Si tratta di un duo che sono fan sfegatati dei due, ma dopo a causa di uno sfortunato incidente Quelli del Pollice vengono inviati nello spazio con un razzo.
Seconda parte (il ritorno)
Quelli del Pollice, dopo essere passati nella fascia radioattiva ed essere diventati mutanti, tornano dallo spazio e sono pronti a vendicarsi dei nostri eroi.

## Caos alla Convention
- Titolo originale: The Great Cactus Con
- Diretto da: Allison Scagliotti
- Scritto da: Samantha Martin

### Trama
A Swellview si tiene il Cactus Con, una convention di cactus, piper e la regginetta del cactus e Jasper ha l'opportunità di portare la sua cotta, Patina con Henry travestito da kid danger  ( perche Patina ha un'allergia all’aria non filtrata e quindi usa una tuta di Kid Danger ) . Ma un misterioso cattivo manda un messaggio a tutti i partecipanti della Convention e Capitan Man e Kid Danger devono intervenire.

## A corto di poteri (parte 1)
- Titolo originale: Part 1: A New Evil
- Diretto da: Mike Caron
- Scritto da: Andrew Thomas

### Trama
Kid Danger e Capitan Man vanno a salvare una "finta vittima", scoprendo è un piano escogitato da un nuovo criminale Rick Twitler, il fondatore di Twitflash. Charlotte e Schowz scoprono uno strano mistero che cambierà il mondo.

## Una nuova oscura minaccia (parte 2)
- Titolo originale: Part 2: A New Darkness
- Diretto da: Adam Weissman
- Scritto da: Christopher J. Nowak

### Trama
Rick Twitler ha rubato i superpoteri di Kid Danger e scoperto le identità segrete dei due eroi. I Goons (ladri) vengono mandati a casa di Henry per attaccare i suoi genitori, mentre Jasper, Schowz e Charlotte lavorano per recuperare il potere di Henry.

## Un nuovo eroe (parte 3)
- Titolo originale: Part 3: A New Hero
- Diretto da: Adam Weissman
- Scritto da: Christopher J. Nowak

### Trama
Schowz, con l'aiuto di Charlotte e Jasper, crea un antivirus per salvare il mondo dal piano malvagio di Twitler, mentre Capitan Man e Kid Danger si mettono alla prova per salvare il pianeta che rischia di non avere più Internet. Henry perde i suoi poteri.

## Braccio rotto e pericoloso
- Titolo originale: Broken Armend and Dangerous
- Diretto da: Nathan Kress
- Scritto da: Dave Malkoff

### Trama
Quando Kid Danger si rompe il braccio (durante uno scontro con il criminale dottor karate perche non avendo più l ipermobilita non poteva schivare il colpo)  , Henry e la banda devono trovare un modo per tenere al sicuro il suo segreto mentre Ray pensa che Jasper sia mister pupù-al-parco. Nel tentativo di tener nascosto il braccio rotto di Henry succede un piccolo imprevisto: i compagni di Henry capiscono che Henry è Kid Danger, ma con una bugia (che lui è mister pupù-al-parco) riesce a fargli cambiare idea. Questa è stata anche l'ultima volta che Henry è andato a scuola, come verrà detto nella prima parte dell'ultimo episodio.

## Knight & Danger
- Titolo originale: Knight & Danger
- Diretto da: Harry Matheu
- Scritto da: Jake Farrow

### Trama
Attraverso un portale della Evil Science Corp., Il cavaliere Ryker di Astoria si abbatte su Swellview. Grazie a Ciara e Ark, altri ragazzi provenienti da Astoria, Capitan Man e Kid Danger sono pronti per salvare Swellwiew.
- Nota: Crossover tra questa serie e Knight Squad.

## Il grande rapimento
- Titolo originale: Grand Theft Otto
- Diretto da: David Kendall
- Scritto da: Sam Becker e Nick Dossman

### Trama
Il pappagallo della scuola di Piper ripete che Henry è Kid Danger, mentre Jasper si è fatto crescere i baffi. Henry, Charlotte, Schwoz, Ray e Jasper devono risolvere la situazione: Jasper rompe un vetro e tutto il salotto per rendere credibile l'idea di un furto di otto e di credere che lui ga lottato contro il ladro e Charlotte prende una piuma dal pappagallo Otto che verrà clonato da Schwoz. Non tutti i cloni funzioneranno.

## La famiglia Bilsky
- Titolo originale: The Whole Bilsky Family
- Diretto da: Allison Scagliotti
- Scritto da: Joe Sullivan

### Trama
Piper invita a cena la famiglia del suo fidanzato, Henry si insospettisce, infatti questa è la famiglia di Bilsky Arriva anche Jeff che si rivella essere un bilaky e portato un prociutto costosisimo henry e ray pensano che fosse rubato poi arriva la polizia che pero non è per jeff e il prosciutto costostisimo ma per arrestare piper perche vendeva inlegamente bambole presmo rubate da internet.

## La stanza segreta
- Titolo originale: Secret Room
- Diretto da: Steve Hoefer
- Scritto da: Samantha Martin

### Trama
Schowz ha causato il caos nella Man Caverna durante un ricongiungimento familiare finendo i churos , per questo Capitan Man mostra ad Henry la propria stanza segreta. In breve tempo, però, viene scoperta anche dagli altri. Allora Schowz, Jasper e Charlotte si creano una loro stanza segreta, però Ray che voleva il chiuros gigante che poi Schowz distrugge , preso dalla gelosia e rabbia , per sbaglio fa auto-distruggere la Man Caverna. Si scopre che ce ne sono altre 5 e, quando sono arrivati nella nuova Man Caverna, un Uomo Talpa la auto-distrugge.

## A cena con Bigfoot
- Titolo originale: My Dinner With Bigfoot
- Diretto da: Russ Reinsel
- Scritto da: Andrew Thomas

### Trama
Quando la banda fa amicizia con il Bigfoot nel bosco, Kid Danger e Capitan Man cercano di mandare via un cacciatore che sta cercando di catturare il loro nuovo amico.

## Charlotte nell'aspirapolvere
- Titolo originale: Charlotte Gets Ghosted
- Diretto da: Mike Caron
- Scritto da: Jake Farrow

### Trama
Schwoz inventa un aspirapolvere per aiutare Henry a pulire casa sua dopo una festa data dai suoi genitori, ma risucchia accidentalmente Charlotte all'interno; quando la famiglia di Henry sente Charlotte, pensa che l'aspirapolvere sia infestata, Ray deve distrarli mentre Henry trova un modo per tirarla fuori.

## Sogni pericolosi
- Titolo originale: I Dream of Danger
- Diretto da: Adam Weissman
- Scritto da: Samantha Martin

### Trama
Quando Charlotte fa un sogno e con un leone che sta per attaccarla allo zoo e Kid Danger la salva, quasi bacia Kid Danger, cerca attivamente di evitare Henry per paura che il sogno si avveri. Però la scena del sogno si realizza perché Ray e Henry dovevano aiutare una tigre a partorire i cuccioli allo zoo dato che i veri veterinari erano stati feriti dalla tigre incinta e Capitan Man, essendo indistruttibile lo fa, ma non avendo il tranquillante per tigri devono chiedere a Charlotte di portarlo perché è l'unica, dato che Jasper era da una altra parte della man caverna e Schwoz si è rovesciato lo stesso tranquillante e sotto effetto, suonando il piano come pavone e parlando in modo strano; poi, una volta arrivata allo zoo dopo aver dato il tranquillante per tigri, arriva Henry e Charlotte cade nel recinto del leone , tranne la parte in cui i due si baciano poi la guardiana dello zoo bacia capitan man perché anche lei aveva fatto un sogno come quello di Charlotte ma Ray e la guardiana dello zoo cadono nel recinto del leone e Ray è sopravvissuto per la sua indistruttibilità. Infine anche Henry sognò che stava quasi per baciare Charlotte.

## Nel regno degli uomini talpa
- Titolo originale: Holey Moley
- Diretto da: Russ Reinsel
- Scritto da: Dave Malkoff

### Trama
Quando Ray tenta di appendere un quadro al muro, apre un tunnel: il tunnel scavato dagli uomini talpa gli stessi che hanno distrutto la terza e la sesta Man Caverna. Nel tentativo si salvare il quadro la banda lotta contro gli uomini talpa, che però non si vogliono arrendere.
- Guest stars: Jeffrey Nicholas Brown (Jake), Ella Anderson (Mole Queen)

## Amore virtuale
- Titolo originale: Love Bytes
- Diretto da: Allison Scagliotti
- Scritto da: Joe Sullivan

### Trama
Le cose diventano un po' complicate quando Schwoz installa un nuovo sistema operativo sul computer della Man Caverna progettato per rilevare ed eliminare le minacce in tutta Swellview. Il sistema considera nemici tutti tranne Schowz e così quest'ultimo deve scegliere se lasciare in vita i suoi amici o il sistema.

## Zero Zero Danger
- Titolo originale: Double-O Danger
- Diretto da: Steve Hoefer
- Scritto da: Andrew Thomas

### Trama
Kid Danger e Capitan Man tentano di catturare il capo di una attività illegale, chiamato Lapo Sala Capo Mala, il quale ha molti sosia. I due si infiltrano nella festa di compleanno dei 16 anni della figlia Sara Sala.

## La poltrona massaggiante
- Titolo originale: Massage Chair
- Diretto da: Mike Caron
- Scritto da: Christopher J. Nowak e Sam Becker

### Trama
Capitan Man e Kid Danger sconfiggono Peter Ceffone in un negozio di sedie e ottengono in regalo una poltrona massaggiante ultramoderna. Henry, Charlotte e Jasper gareggiano in una serie di sfide fisiche e mentali per vincere la poltrona.
Nell'ultima sfida, però, Piper si appropria della poltrona.

## Il Musical (prima parte)
- Titolo originale: Henry Danger: The Musical
- Diretto da: Steve Hoefer
- Scritto da: Samantha Martin

### Trama
Frankini ha lanciato una maledizione su Swellview: d'ora in poi, ogni cosa avverrà cantando. La vita diventa un musical e i protagonisti sono costretti a cantare e a ballare. Ray, da piccolo, aveva partecipato ad un'audizione per un musical ma era stato umiliato tanto da detestare i musical. Frankini si presenta poi al parco per vedere quanto fossero fecili i cittadini di Swellview, ma, nel tentativo di combattere, Kid Danger e Capitan Man, vengono umiliati. Frankini allora propone di togliere la maledizione se i due supereroi dovessero vincere una sfida musicale, ma Ray, per paura di rischiare una nuova umiliazione, abbandona Swellview.

## Il Musical (seconda parte)
- Titolo originale: Henry Danger: The Musical
- Diretto da: Steve Hoefer
- Scritto da: Samantha Martin

### Trama
Kid Danger, con l'aiuto di Piper e gli altri, convince Capitan Man a tornare a Sweelview per mettere fine al musical di Frankini con una canzone da gran finale in cui Ray vince la sua paura.

## Piper nel tubo (prima parte) - Glitterati
- Titolo originale: Sister Twister, Part 1 - Glittered With Danger
- Diretto da: Dave Malkoff
- Scritto da: Joe Sullivan

### Trama
Capitan Man e Kid Danger hanno un piano per catturare il ladro che ha rubato dei pacchi ai portici di Swellview. Accade un imprevisto, Piper sparisce in un tubo collegato alla Man caverna.

## Piper nel tubo (seconda parte) - Lavoro interno
- Titolo originale: Sister Twister, Part 2 - Inside Job
- Diretto da: Nathan Kress
- Scritto da: Dave Malkoff

### Trama
Ray vuole cancellare la memoria a Piper perché ha scoperto la sua identità segreta e quella di Henry. Per evitare il tutto, Henry cambia la direzione del cancella-memoria, cancellandola per sbaglio a Capitan Man. Allora Piper e Henry devono ripristinare la memoria di Ray, grazie ad una capsula inventata da Schowz.

## Le Due Piper
- Titolo originale: A Tale of Two Pipers
- Diretto da: Allison Scagliotti
- Scritto da: Andrew Thomas

### Trama
Henry incontra una strana tizia che dice di venire dal futuro. Lei dice di essere Piper nel futuro, venuta nel presente per salvare l'attuale Piper da un bambino robot assassino.

## La vasca del racconto
- Titolo originale: Story Tank
- Diretto da: David Kendall
- Scritto da: Dave Malkoff

### Trama
Henry nega di avere paura, così, con la vasca del racconto, Ray, Jasper, Schwoz, Charlotte , cercano di dimostrare a Henry che ha torto raccontandogli storie dell'orrore, non ci riescono e quindi Schwoz mette nella vasca dove era Henry mentre gli raccontavano le storie del DNA di farfalla, così Henry si trasforma in farfalla.

## Capitan Mamma
- Titolo originale: Captain Mom
- Diretto da: Russ Reinsel
- Scritto da: Jake Farrow

### Trama
Dopo aver mangiato un uovo alieno, Capitan Man ne partorisce uno. Intanto, Henry va a combattere dei ladri di olio.

## L'Invisibile Brad
- Titolo originale: Visible Brad
- Diretto da: Adam Weissman
- Scritto da: Jake Farrow

### Trama
Capitan Man e Kid Danger devono sconfiggere un criminale-mago e hanno bisogno dell'invisibile Brad per creare un trucco di magia. Alla fine Schwoz riesce, con un macchinario, a far tornare Brad visibile.

## L'EnvyGram Wall
- Titolo originale: EnvyGram Wall
- Diretto da: Steve Hoefer
- Scritto da: Andrew Thomas

### Trama
Ray riesce a farsi ingaggiare come addetto alla sicurezza al Mama Con, la madre di tutte le convention. Evento per lui imperdibile data la sua grande passione per le mamme. Per partecipare però dovrà proteggere il muro dell'EnvyGram Wall dove si potranno fare la foto solo quelli con più di 10.000 follower.

## Pugni di Natale
- Titolo originale: Holiday Punch
- Diretto da: Adam Weissman
- Scritto da: Joe Sullivan

### Trama
Tutti gli alberi di Natale di Swellview muoiono per colpa di alcune strane falene. Kid Danger e Capitan Man partono in missione per trovare alberi di Natale sani.

## Il signore bravo ragazzo
- Titolo originale: Mr. Nice Guy
- Diretto da: Mike Caron
- Scritto da: Jake Farrow

### Trama
Uno strano criminale con la maschera da faccina sorridente punisce le persone che si comportano in maniera maleducata. Il team di Capitan Man indaga sulla vicenda, e il possibile criminale si potrebbe rivelare un signore che lavora con i bambini.

## Lo stivale di Theranos
- Titolo originale: Theranos Boot
- Diretto da: Evelyn Belasco
- Scritto da: Andrew Thomas

### Trama
Henry e gli altri tentano di aprire una strana cassa che appartiene a Ray. All'interno c'è lo Stivale di Theranos, un rarissimo cimelio di un famoso museo, ma un altro team degli eroi arriva da una dimensione alternativa.

## Rumblr
- Titolo originale: Rumblr
- Diretto da: Adam Weissman
- Scritto da: Joe Sullivan

### Trama
Ray non ne può più dei soliti nemici da combattere e si sta lasciando andare. Così Henry e gli altri lo convincono a iscriversi a Rumblr, un'app di incontri fra supereroi e criminali.

## Appuntamento in caverna
- Titolo originale: Cave the Date
- Diretto da: Russ Reinsel
- Scritto da: Samantha Martin

### Trama
Charlotte ha un appuntamento a cena con la celebrita' Jack Swagger, ma Ray, Henry e Jasper le hanno incendiato la cucina, ma anche cenare fuori è impossibile a causa dei fan.

## Escape Room
- Titolo originale: Escape Room
- Diretto da: Evelyn Belasco
- Scritto da: Christopher J. Nowak

### Trama
Ray e Henry devono inaugurare la nuova escape room di Swellview. Ma si tratta di una trappola: il signor Frittleman è tornato e ha tutta l'intenzione di vendicarsi per le due fabbriche distrutte. Con loro rimangono intrappolati due ragazzi: il fratello Miles, simpatico dallo spirito libero, e la sorella Mika, intelligente, ovvero i nipoti di un'agente della polizia.

## La senza-telefono
- Titolo originale: Game of Phones
- Diretto da: Mike Caron
- Scritto da: Christopher J. Nowak

### Trama
Davanti al Junk n' Stuff si è incatenata una ragazza, convinta che proprio lì si trovi Capitan Man. La ragazza, Chapa, ha vissuto il dramma della perdita del proprio cellulare e il team è triste per lei. Intanto un gruppo di malvagi, tra cui Time Jerker, il Dr. Miniak, Toddler e l'Apicoltore, torna in pista.

## Ricorda i crimini
- Titolo originale: Remember the Crimes
- Diretto da: Mike Caron
- Scritto da: Jake Farrow

### Trama
In questa proiezione di clip si mostrano varie scene di altri episodi.

## L'inizio della fine
- Titolo originale: The Beginning of the End
- Diretto da: Russ Reinsel
- Scritto da: Christopher J. Nowak

### Trama
Stanno tutti per diplomarsi, tranne Henry. Egli ha passato troppo tempo a combattere il crimine per ricordarsi di andare a scuola, anche se il vero motivo è la figuraccia dell'episodio Braccio rotto e pericoloso (i cui eventi si sono svolti un anno prima). Intanto gli eroi devono badare a Bose, il figliastro del vicesindaco.

## Capitan Drex
- Titolo originale: Captain Drex
- Diretto da: Adam Weissman
- Scritto da: Dave Malkoff

### Trama
Drex, ibernato e scongelato, è tornato dopo 100 milioni di anni con un esercito di cavernicoli per vendicarsi di Capitan Man ma Henry si è appena licenziato.

## Il destino di Danger (prima parte)
- Titolo originale: The Fate of Danger
- Diretto da: Steve Hoefer
- Scritto da: Christopher J. Nowak

### Trama
Charlotte escogita un piano per cercare di togliere a Drex la sua indistruttibilità e questo grazie all'arma Omega.

## Il destino di Danger (seconda parte)
- Titolo originale: The Fate of Danger
- Diretto da: Steve Hoefer
- Scritto da: Christopher J. Nowak

### Trama
Schwoz, Mika, Miles, Chapa e Bose sono prigionieri. Captain Man e Kid Danger li liberano. Kid Danger usa l'arma omega e Captain Man non è più indistruttibile. Captain Man, Kid Danger e Drex combattono sul dirigibile e Drex viene sconfitto. Mika, Miles, Chapa, Bose
e Capitan Man formano la Danger Force.